# Ранній сніг (картина Полєнова)
«Ра́нній сніг» — картина російського художника Василя Полєнова (1844—1927), написана в 1891 році. Зберігається в Державній Третьяковській галереї (інв. Ж-1217). Розмір картини — 48 × 85 см.

## Історія і опис
Ескіз пейзажу був написаний Василем Полєновим у 1890 році в селі Бехово на Оці, коли у вересні випав ранній сніг. Це було незадовго до переїзду в сусідню садибу «Борок», яка тепер називається «Полєново».
Композиція картини ретельно продумана художником. На передньому плані — ще не скинувші осіннє листя дерева, за ними вдалині видніється річка. На горизонті — сіро-блакитне, затягнуте хмарами небо, безкрайні простори. Точно і витончено опрацьовані деталі листя дерев.
За свідченням сина художника, Дмитра Васильовича Полєнова, в 1891 році його батько написав 8 копій картини «Ранній сніг». За деякими даними, картина, яка належала Третьяковській галереї, була в 1955 році подарована делегації французького театру «Комеді Франсез», а інша авторська копія цієї ж картини, яка належала раніше Олексію Петровичу Ланговому, була в 1989 році передана Третьяковській галереї колекціонером Григорієм Павловичем Беляковим — «Дар Г. П. Белякова — пам'яті сина, — вченого, педагога Бориса Григоровича Бєлякова (1936—1989)».
Ще одна картина («Ранній сніг. Бехово», 1891) перебувала в колекції Федора Терещенка, а потім стала частиною колекції Київського музею російського мистецтва. Інша картина під такою самою назвою знаходиться в Ярославському художньому музеї.

## Відгуки
Мистецтвознавець Елеонора Пастон так писала у своїй монографії про творчість Василя Полєнова: «За словами Полєнова, він побачив з вікна своєї майстерні в 1890 році: сніг випав зовсім несподівано, коли ліс ще не скинув своє осіннє вбрання і була ще справжня золота осінь. Художник був вражений станом застиглості природи…»